# 北山町 (瀬戸市)
北山町（きたやまちょう）は、愛知県瀬戸市效範連区の町名。丁番を持たない単独町名である。

## 地理
- 瀬戸市の西部に位置する[8]。西を松原町、北を山手町・苗場町、東を水南町、南を北脇町・效範町と隣接している[8]。
- タイルやノベルティを製造する大手製陶工場など陶磁器企業が多く立地していた[8]が、昭和の終わりから平成にかけてマンションや分譲住宅に変わっていった[9]。
- 瀬戸線沿いには、マンション・大型遊技場などがある[8]。

### 河川
- 桜川（瀬戸川支流） ： 町の東端部、苗場町・水南町との町境を南流している。

- 桜川（北山町・苗場町境）
- 桜川（北山町・水南町境）

### 学区
市立小・中学校に通う場合、学区は以下の通りとなる。また、公立高等学校普通科に通う場合の学区は以下の通りとなる。
| 番・番地等 | 小学校             | 中学校             | 高等学校 |
| ---------- | ------------------ | ------------------ | -------- |
| 全域       | 瀬戸市立東山小学校 | 瀬戸市立南山中学校 | 尾張学区 |

なお、北山町全域において、特定区域における校区外通学が認められており、申請をすれば瀬戸市立效範小学校への進学も可能である。

## 歴史

### 町名の由来
町名設定の際、隣接して南山、西山の町名があり、しかもその両町の北側に位置することから名付けられたといわれる。

### 沿革
- 1943年（昭和18年）8月9日 - 瀬戸市大字今字北脇の一部により、同市北山町として成立[2]。

## 世帯数と人口
2024年（令和6年）1月1日現在の世帯数と人口は以下の通りである。
| 町丁   | 世帯数  | 人口    |
| ------ | ------- | ------- |
| 北山町 | 847世帯 | 1,714人 |

### 人口の変遷
国勢調査による人口の推移
| 1995年（平成7年）  | 1,626人 | [ 14 ] |  |
| 2000年（平成12年） | 2,006人 | [ 15 ] |  |
| 2005年（平成17年） | 2,083人 | [ 16 ] |  |
| 2010年（平成22年） | 2,021人 | [ 17 ] |  |
| 2015年（平成27年） | 1,820人 | [ 18 ] |  |
| 2020年（令和2年）  | 1,695人 | [ 19 ] |  |

### 世帯数の変遷
国勢調査による世帯数の推移。
| 1995年（平成7年）  | 540世帯 | [ 14 ] |  |
| 2000年（平成12年） | 722世帯 | [ 15 ] |  |
| 2005年（平成17年） | 770世帯 | [ 16 ] |  |
| 2010年（平成22年） | 782世帯 | [ 17 ] |  |
| 2015年（平成27年） | 757世帯 | [ 18 ] |  |
| 2020年（令和2年）  | 769世帯 | [ 19 ] |  |

## 交通

### 鉄道
名鉄瀬戸線 ： 町の南端部、北脇町との町境を東西に走っている。最寄り駅は新瀬戸駅・水野駅。
- 名鉄瀬戸線（北山町・北脇町境）

### バス
瀬戸市コミュニティバス「こうはん線」
- イオン瀬戸みずの店 - 東山町 - 陶生病院 系統 ： 效範公民館前バス停

- 效範公民館前バス停

### 道路
町内に国道・県道は通っていない。

## 施設
- 瀬戸市 效範公民館 ： 生涯学習事業、勤労青少年教養講座、成人式などの事業を行っている[20]。
- 瀬戸信用金庫 效範出張所 ： 金融機関コード（店舗コード）は1554（064）[21]。窓口は平日のみ、ATMは土日祝も営業[21]。
- ビレッジハウス北山 ： 元・北山雇用促進住宅。1号棟と2号棟があり、いずれも1963年10月に建築、鉄筋コンクリート造、4階建、全24戸[22][23]。
- 北山町ちびっこ広場 ： 町の西部にある小さな公園。ブランコ・すべり台・鉄棒・ジャングルジムがある。
- 北山町IIちびっこ広場 ： 町の北部にある小さな公園。ブランコ・すべり台・鉄棒・スプリング遊具がある。

- 瀬戸市 效範公民館
- 瀬戸信用金庫 效範出張所
- ビレッジハウス北山
- 北山町ちびっこ広場
- 北山町IIちびっこ広場

## その他

### 日本郵便
- 郵便番号 ： 489-0984[6]（集配局：瀬戸郵便局[24]）。